# Chris Irwin
Christopher Frank Stuart "Chris" Irwin, född 27 juni 1942 i Wandsworth, är en brittisk racerförare.

## Racingkarriär
Irwin började tävla i racing i formel 3 i början av 1960-talet.
Han tävlade han med framgång i en Brabham BT18 för The Chequered Flag vilket ledde till att han fick chansen i Brabhams formel 1-stall 1966. Irwin debuterade i formel 1 i Storbritannien 1966 där han slutade sjua. Detta ledde i sin tur till en förarplats hos Reg Parnell säsongen 1967. Irwin kom som bästa femma i Frankrike 1967 men kunde kommit fyra om inte hans motor hade krånglat.
Irwin kraschade under träning inför sportvagnsloppet Nürburgring 1000 km i maj 1968 och ådrog sig då så svåra huvudskador att han aldrig tävlade i racing igen.

## F1-karriär
| Säsong | Stall/Tillverkare             | Poäng | Placering |
| ------ | ----------------------------- | ----- | --------- |
| 1966   | Brabham-Climax                | 0     | –         |
| 1967   | Reg Parnell (Lotus-BRM & BRM) | 2     | 16        |